# 指定第三国国民
指定第三国国民（していだいさんごくこくみん）または指定第三国、第三国国民（英: Designated Third Country Nationals: DTCN）とは、日米以外の第三国の国籍うち、在日米軍の施設や基地への入場に審査が必要な国籍の保有者。
審査によっては、基地祭、ハロウィンなどのイベントで在日米軍基地への入場ができない。指定第三国国民は、USFJ Instruction 31-204で規定され、数年に1回更新される。最近では、2000年，2003年、2009年、2011年、2016年、2020年に更新されている。

## 2020年のリスト[1]
- アフガニスタン
- アルジェリア
- アルメニア
- アゼルバイジャン
- 中国
- キューバ
- ジブチ
- エクアドル
- エジプト
- ジョージア
- 香港
- インド
- インドネシア
- イラン
- ヨルダン
- カザフスタン
- ケニア
- 北朝鮮
- クウェート
- キルギス
- レバノン
- リビア
- マカオ
- ニカラグア
- ナイジェリア
- オマーン
- パキスタン
- パレスチナ
- カタール
- ロシア
- サウジアラビア
- セルビア
- ソマリア
- 南アフリカ
- スーダン
- 南スーダン
- シリア
- 台湾
- タジキスタン
- チュニジア
- トルコ
- アラブ首長国連邦
- ウズベキスタン
- ベネズエラ
- ベトナム
- イエメン